# Cercle de jumelage occitano-catalan
Le Cercle de jumelage occitano-catalan (Cercle d'Afrairament Occitanocatalan en occitan, Cercle d'Agermanament Occitano-Català en catalan) ou CAOC est une association qui a pour but de développer les relations entre les cultures occitanes et catalanes.

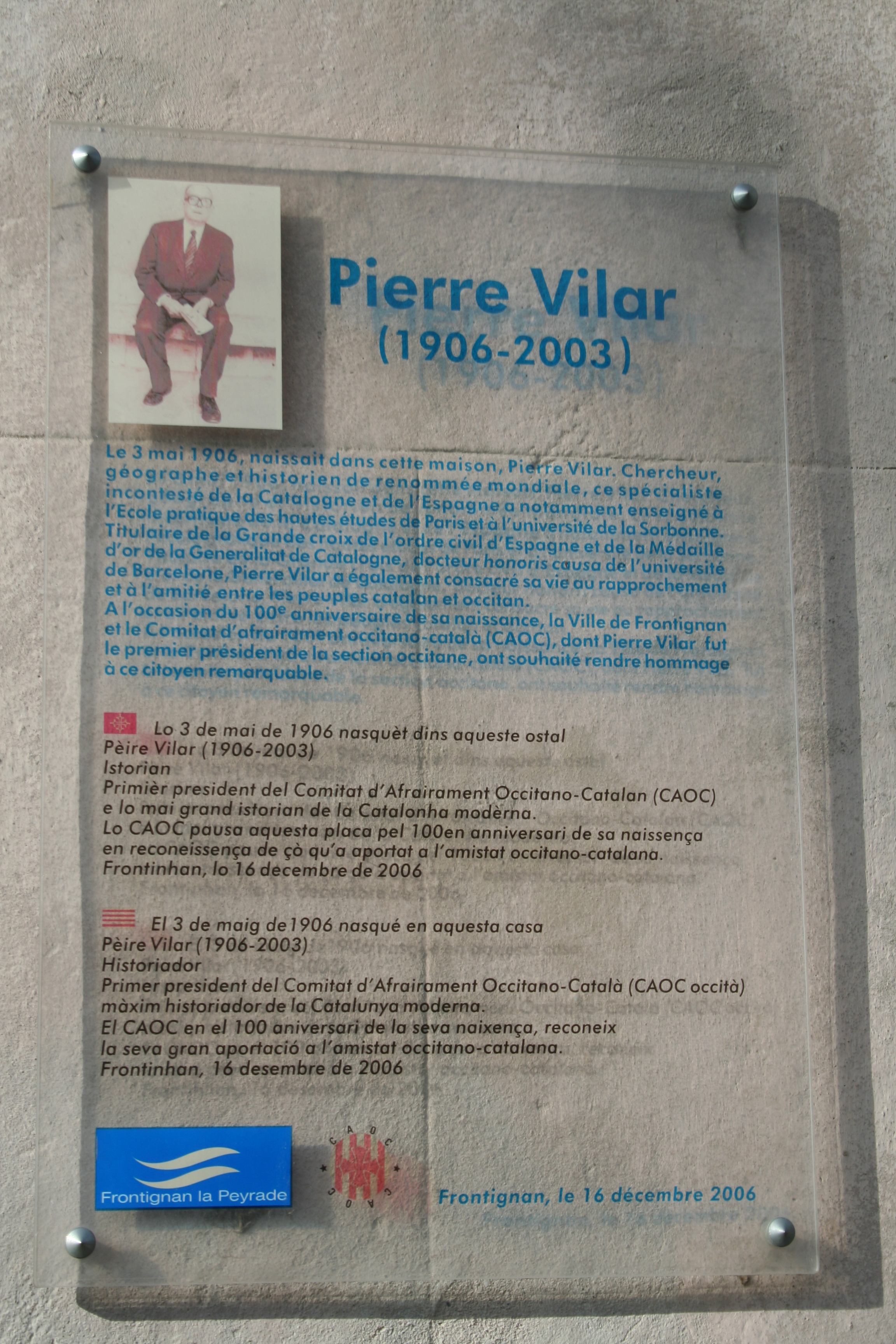
Plaque sur la maison natale de Pierre Vilar à Frontignan.

## Histoire
Le CAOC, qui a été fondé en 1977, poursuit le travail de l'Oficina de Relacions Meridionals, fondée en 1930, pour les retrouvailles entre les cultures occitanes et catalanes et pour la promotion des deux cultures dans leurs territoires respectifs. Il avait un siège à Barcelone et un à Toulouse mais aujourd'hui ils ont été centralisés à Barcelone. Chaque an, il organise des actions communes comme le Premi Rei En Pere et les Feux de la Saint-Jean à Montségur, soutenus également par le Centre d'études cathares René-Nelli, fondé en 1982. Initialement, le premier président de la section occitane a été l'historien Pierre Vilar (le second a été l'écrivain et érudit Robert Lafont) et le secrétaire a été Pierre Lagarde. Le poste de secrétaire de la section catalane, longtemps occupé par Enric Garriga Trullols,  est depuis 2024 tenu par Esther Lucea Teruel. Le secrétaire de la section occitane est l'écrivain provençal Pèire Pessamessa.
Avec le soutien de l’Office de Politique Linguistique de la Generalitat de Catalunya, et depuis l’année académique 2008-2009, des cours d’occitan (niveaux A1, A2, B1, B2 et C1), y sont organisés, en plus d’ateliers de conversation, de phonétique, de littérature et d’autres expressions de la langue et de la culture occitanes.

## Présidents de la section occitane du CAOC
- De 1978 à 1981: Pierre Vilar, historien languedocien.
- De 1981 à 1986: Robert Lafont, écrivain et érudit provençal.
- De 2002 à 2015: Pèire Pessamessa, écrivain provençal.

## Presidents du CAOC
- De 1978 a 1979 : Josep Maria Batista i Roca.
- De 1979 a 1982 : Joan Amorós i Pla.
- De 1982 a 1987 : Joan Fuster.
- De 1987 a 2001 : Joan Amorós i Pla.
- De 2001 a 2011 : Enric Garriga i Trullols.
- De 2012 a 2014 : Núria Bayó i Mañosa.
- De 2014 a 2019 : Núria Ontiveros Briansó.
- De 2019 a 2022 : Núria Comas Fornaguera.
- De 2022 a 2023 : Francesc Sánchez Garcia.
- De 2023 a 2024 : Núria Comas Fornaguera.
- Depuis 2024 : Esther Lucea Teruel.